# Omphalotropis elongatula
Omphalotropis elongatula é uma espécie de gastrópode  da família Assimineidae.
É endémica de Guam.